# Bolbites onitoides
Bolbites onitoides là một loài bọ cánh cứng trong họ Bọ hung (Scarabaeidae).